# Сю Монк Кид
Сю Монк Кид (на английски: Sue Monk Kidd) е американска писателка, автор на няколко книги с християнска и феминистка тематика.

## Биография и творчество
През 1970 се дипломира като медицинска сестра в Тексаския християнски университет и през следващите години работи като сестра. Започва да публикува в края на 80-те години.